# Petit Le Mans 2022
Navigation
Édition précédente Édition suivante
La 25e édition du Petit Le Mans 2022 (officiellement appelé le 2022 Motul Petit Le Mans) a été une course de voitures de sport organisée sur le circuit de Road Atlanta eu Géorgie, aux États-Unis, qui s'est déroulée du 28 septembre 2022 au 1er octobre 2022. Il s'agissait de la dernière manche manche du championnat WeatherTech SportsCar Championship 2022 et toutes les catégories de voitures du championnat ont participé à la course.

## Qualifications
| Pos. | Classe  | N° | Équipe                                 | Pilote                | Temps           | Écart        |
| 1    | DPi     | 60 | Meyer Shank Racing avec Curb Agajanian | Tom Blomqvist         | 1 min 08 s 555  | --           |
| 2    | DPi     | 02 | Cadillac Racing                        | Earl Bamber           | 1 min 08 s 788  | + 0 s 233    |
| 3    | DPi     | 10 | Konica Minolta Acura                   | Ricky Taylor          | 1 min 08 s 802  | + 0 s 247    |
| 4    | DPi     | 5  | JDC Miller Motorsports                 | Tristan Vautier       | 1 min 08 s 853  | + 0 s 298    |
| 5    | DPi     | 01 | Cadillac Racing                        | Sébastien Bourdais    | 1 min 08 s 905  | + 0 s 350    |
| 6    | DPi     | 48 | Ally Cadillac Racing                   | Kamui Kobayashi       | 1 min 08 s 984  | + 0 s 429    |
| 7    | DPi     | 31 | Whelen Engineering Racing              | Pipo Derani           | 1 min :09 s 075 | + 0 s 520    |
| 8    | LMP2    | 11 | PR1/Mathiasen Motorsports              | Steven Thomas         | 1 min 11 s 939  | + 3 s 384    |
| 9    | LMP2    | 20 | High Class Racing                      | Dennis Andersen       | 1 min 12 s 021  | + 3 s 466    |
| 10   | LMP2    | 52 | PR1/Mathiasen Motorsports              | Ben Keating           | 1 min 12 s 328  | + 3 s 773    |
| 11   | LMP2    | 8  | Tower Motorsport                       | John Farano           | 1 min 12 s 360  | + 3 s 805    |
| 12   | LMP2    | 81 | DragonSpeed USA                        | Henrik Hedman         | 1 min 13 s 570  | + 5 s 015    |
| 13   | LMP2    | 18 | Era Motorsport                         | Dwight Merriman       | 1 min 13 s 896  | + 5 s 341    |
| 14   | LMP3    | 74 | Riley Motorsports                      | Kay van Berlo         | 1 min 15 s 517  | + 6 s 962    |
| 15   | LMP3    | 33 | Sean Creech Motorsport                 | Malthe Jakobsen       | 1 min 15 s 625  | + 7 s 070    |
| 16   | LMP3    | 36 | Andretti Autosport                     | Jarett Andretti (en)  | 1 min 17 s 030  | + 8 s 475    |
| 17   | LMP3    | 13 | AWA                                    | Orey Fidani           | 1 min 17 s 809  | + 9 s 254    |
| 18   | LMP3    | 54 | CORE Autosport                         | Jon Bennett (en)      | 1 min 17 s 813  | + 9 s 258    |
| 19   | LMP3    | 30 | Jr III Racing                          | Ari Balogh            | 1 min 18 s 417  | + 9 s 862    |
| 20   | LMP3    | 38 | Performance Tech Motorsports           | Dan Goldburg          | 1 min 18 s 693  | + 10 s 138   |
| 21   | GTD Pro | 14 | Vasser-Sullivan Racing                 | Jack Hawksworth       | 1 min 18 s 835  | + 10 s 280   |
| 22   | GTD Pro | 23 | Heart of Racing Team                   | Alex Riberas          | 1 min 19 s 043  | + 10 s 488   |
| 23   | GTD     | 1  | Paul Miller Racing                     | Madison Snow          | 1 min 19 s 118  | + 10 s 563   |
| 24   | GTD Pro | 25 | BMW Team RLL                           | Jesse Krohn           | 1 min 19 s 279  | + 10 s 724   |
| 25   | GTD Pro | 62 | Risi Competizione                      | James Calado          | 1 min 19 s 352  | + 10 s 797   |
| 26   | LMP3    | 76 | AWA                                    | Anthony Mantella      | 1 min 19 s 357  | + 10 s 802   |
| 27   | GTD Pro | 3  | Corvette Racing                        | Antonio García        | 1 min 19 s 444  | + 10 s 889   |
| 28   | GTD     | 39 | CarBahn avec Peregrine Racing          | Robert Megennis       | 1 min 19 s 506  | + 10 s 951   |
| 29   | GTD     | 42 | NTe Sport/SSR                          | Jaden Conwright (de)  | 1 min 19 s 522  | + 10 s 967   |
| 30   | GTD     | 27 | Heart of Racing Team                   | Roman De Angelis (en) | 1 min 19 s 546  | + 10 s 991   |
| 31   | GTD     | 12 | Vasser-Sullivan Racing                 | Richard Heistand (de) | 1 min 19 s 560  | + 11 s 005   |
| 32   | GTD Pro | 79 | WeatherTech Racing                     | Maximilian Buhk       | 1 min 19 s 620  | + 11 s 065   |
| 33   | GTD     | 32 | Gilbert / Korthoff Motorsports         | Stevan McAleer        | 1 min 19 s 823  | + 11 s 268   |
| 34   | GTD Pro | 9  | Pfaff Motorsports                      | Felipe Nasr           | 1 min 19 s 942  | + 11 s 387   |
| 35   | GTD     | 57 | Winward Racing                         | Russell Ward (en)     | 1 min 19 s 977  | + 11 s 422   |
| 36   | GTD     | 21 | AF Corse                               | Simon Mann            | 1 min 20 s 022  | + 11 s 467   |
| 37   | GTD     | 16 | Wright Motorsports                     | Zacharie Robichon     | 1 min 20 s 025  | + 11 s 470   |
| 38   | GTD     | 47 | Cetilar Racing                         | Giorgio Sernagiotto   | 1 min 20 s 041  | + 11 s 486   |
| 39   | GTD     | 70 | Inception Racing                       | Brendan Iribe         | 1 min 20 s 390  | + 11 s 835   |
| 40   | GTD     | 44 | Magnus Racing                          | John Potter           | 1 min 21 s 431  | + 12 s 876   |
| 41   | GTD     | 99 | Team Hardpoint                         | Nick Boulle           | 1 min 21 s 470  | + 12 s 915   |
| 42   | GTD     | 66 | Gradient Racing                        | Till Bechtolsheimer   | Pas de temps    | Pas de temps |
| 43   | GTD     | 96 | Turner Motorsport                      | Robby Foley           | Pas de temps    | Pas de temps |

## Classement de la course
Voici le classement officiel au terme de la course.
- Les vainqueurs de chaque catégorie sont signalés par un fond jauni.
- Pour la colonne Pneus, il faut passer le curseur au-dessus du modèle pour connaître le manufacturier de pneumatiques.

| Pos     | Classe  | no | Écurie                                 | Pilotes                                               | Châssis                                 | Pneus | Tours | Temps                 |
| ------- | ------- | -- | -------------------------------------- | ----------------------------------------------------- | --------------------------------------- | ----- | ----- | --------------------- |
| Pos     | Classe  | no | Écurie                                 | Pilotes                                               | Moteur                                  | Pneus | Tours | Temps                 |
| 1       | DPi     | 60 | Meyer Shank Racing avec Curb Agajanian | Tom Blomqvist Oliver Jarvis Helio Castroneves         | Acura ARX-05                            | M     | 423   | 10 h 00 min 14 s 591  |
| 1       | DPi     | 60 | Meyer Shank Racing avec Curb Agajanian | Tom Blomqvist Oliver Jarvis Helio Castroneves         | Acura AR35TT 3,5 L V6 Turbo             | M     | 423   | 10 h 00 min 14 s 591  |
| 2       | DPi     | 31 | Whelen Engineering Racing              | Olivier Pla Pipo Derani Mike Conway                   | Cadillac DPi-V.R                        | M     | 423   | + 4 s 369             |
| 2       | DPi     | 31 | Whelen Engineering Racing              | Olivier Pla Pipo Derani Mike Conway                   | Cadillac 5,5 L V8 Atmo                  | M     | 423   | + 4 s 369             |
| 3       | DPi     | 48 | Ally Cadillac Racing                   | Mike Rockenfeller Kamui Kobayashi Jimmie Johnson      | Cadillac DPi-V.R                        | M     | 422   | + 1 tour              |
| 3       | DPi     | 48 | Ally Cadillac Racing                   | Mike Rockenfeller Kamui Kobayashi Jimmie Johnson      | Cadillac 5,5 L V8 Atmo                  | M     | 422   | + 1 tour              |
| 4       | DPi     | 01 | Cadillac Racing                        | Sébastien Bourdais Renger van der Zande Scott Dixon   | Cadillac DPi-V.R                        | M     | 419   | + 4 tours             |
| 4       | DPi     | 01 | Cadillac Racing                        | Sébastien Bourdais Renger van der Zande Scott Dixon   | Cadillac 5,5 L V8 Atmo                  | M     | 419   | + 4 tours             |
| 5       | LMP2    | 8  | Tower Motorsport                       | Rui Andrade Louis Delétraz John Farano                | Oreca 07                                | M     | 418   | + 5 tours             |
| 5       | LMP2    | 8  | Tower Motorsport                       | Rui Andrade Louis Delétraz John Farano                | Gibson GK428 4,2 L V8 Atmo              | M     | 418   | + 5 tours             |
| 6       | LMP2    | 81 | DragonSpeed USA                        | Henrik Hedman Juan Pablo Montoya Sebastián Montoya    | Oreca 07                                | M     | 418   | + 5 tours             |
| 6       | LMP2    | 81 | DragonSpeed USA                        | Henrik Hedman Juan Pablo Montoya Sebastián Montoya    | Gibson GK428 4,2 L V8 Atmo              | M     | 418   | + 5 tours             |
| 7       | LMP2    | 11 | PR1/Mathiasen Motorsports              | Tristan Nunez Josh Pierson Steven Thomas              | Oreca 07                                | M     | 418   | + 5 tours             |
| 7       | LMP2    | 11 | PR1/Mathiasen Motorsports              | Tristan Nunez Josh Pierson Steven Thomas              | Gibson GK428 4,2 L V8 Atmo              | M     | 418   | + 5 tours             |
| 8       | DPi     | 02 | Cadillac Racing                        | Earl Bamber Alex Lynn Ryan Hunter-Reay                | Cadillac DPi-V.R                        | M     | 418   | + 5 tours             |
| 8       | DPi     | 02 | Cadillac Racing                        | Earl Bamber Alex Lynn Ryan Hunter-Reay                | Cadillac 5,5 L V8 Atmo                  | M     | 418   | + 5 tours             |
| 9 Abd.  | DPi     | 10 | Konica Minolta Acura                   | Filipe Albuquerque Ricky Taylor Brendon Hartley       | Acura ARX-05                            | M     | 414   | Accident              |
| 9 Abd.  | DPi     | 10 | Konica Minolta Acura                   | Filipe Albuquerque Ricky Taylor Brendon Hartley       | Acura AR35TT 3,5 L V6 Turbo             | M     | 414   | Accident              |
| 10      | LMP2    | 20 | High Class Racing                      | Dennis Andersen Anders Fjordbach Fabio Scherer        | Oreca 07                                | M     | 414   | + 9 tours             |
| 10      | LMP2    | 20 | High Class Racing                      | Dennis Andersen Anders Fjordbach Fabio Scherer        | Gibson GK428 4,2 L V8 Atmo              | M     | 414   | + 9 tours             |
| 11      | LMP3    | 36 | Andretti Autosport                     | Jarett Andretti (en) Josh Burdon (en) Gabby Chaves    | Ligier JS P320                          | M     | 401   | + 22 tours            |
| 11      | LMP3    | 36 | Andretti Autosport                     | Jarett Andretti (en) Josh Burdon (en) Gabby Chaves    | Nissan VK56DE 5,6 L V8 Atmo             | M     | 401   | + 22 tours            |
| 12      | LMP3    | 30 | Jr III Racing                          | Ari Balogh Garett Grist Nolan Siegel (en)             | Ligier JS P320                          | M     | 401   | + 22 tours            |
| 12      | LMP3    | 30 | Jr III Racing                          | Ari Balogh Garett Grist Nolan Siegel (en)             | Nissan VK56DE 5,6 L V8 Atmo             | M     | 401   | + 22 tours            |
| 13      | LMP3    | 33 | Sean Creech Motorsport                 | João Barbosa Malthe Jakobsen Nico Pino                | Ligier JS P320                          | M     | 401   | + 22 tours            |
| 13      | LMP3    | 33 | Sean Creech Motorsport                 | João Barbosa Malthe Jakobsen Nico Pino                | Nissan VK56DE 5,6 L V8 Atmo             | M     | 401   | + 22 tours            |
| 14      | LMP3    | 74 | Riley Motorsports                      | Kay van Berlo Felipe Fraga Gar Robinson               | Ligier JS P320                          | M     | 400   | + 23 tours            |
| 14      | LMP3    | 74 | Riley Motorsports                      | Kay van Berlo Felipe Fraga Gar Robinson               | Nissan VK56DE 5,6 L V8 Atmo             | M     | 400   | + 23 tours            |
| 15      | LMP3    | 54 | CORE Autosport                         | Jon Bennett (en) Colin Braun George Kurtz             | Ligier JS P320                          | M     | 399   | + 24 tours            |
| 15      | LMP3    | 54 | CORE Autosport                         | Jon Bennett (en) Colin Braun George Kurtz             | Nissan VK56DE 5,6 L V8 Atmo             | M     | 399   | + 24 tours            |
| 16      | LMP3    | 76 | AWA                                    | Anthony Mantella Kyle Marcelli (en) Josh Sarchet      | Duqueine M30 - D08                      | M     | 397   | + 26 tours            |
| 16      | LMP3    | 76 | AWA                                    | Anthony Mantella Kyle Marcelli (en) Josh Sarchet      | Nissan VK56DE 5,6 L V8 Atmo             | M     | 397   | + 26 tours            |
| 17      | LMP3    | 13 | AWA                                    | Orey Fidani Matthew Bell Lars Kern                    | Duqueine M30 - D08                      | M     | 395   | + 28 tours            |
| 17      | LMP3    | 13 | AWA                                    | Orey Fidani Matthew Bell Lars Kern                    | Nissan VK56DE 5,6 L V8 Atmo             | M     | 395   | + 28 tours            |
| 18      | GTD     | 66 | Gradient Racing                        | Kyffin Simpson Till Bechtolsheimer Mario Farnbacher   | Acura NSX GT3 Evo22                     | M     | 387   | + 36 tours            |
| 18      | GTD     | 66 | Gradient Racing                        | Kyffin Simpson Till Bechtolsheimer Mario Farnbacher   | Acura 3,5 L V6 Turbo                    | M     | 387   | + 36 tours            |
| 19      | GTD     | 70 | Inception Racing                       | Brendan Iribe Jordan Pepper Seb Priaulx               | McLaren 720S GT3                        | M     | 387   | + 36 tours            |
| 19      | GTD     | 70 | Inception Racing                       | Brendan Iribe Jordan Pepper Seb Priaulx               | McLaren M840T 4,0 l V8 Bi-Turbo         | M     | 387   | + 36 tours            |
| 20      | GTD     | 96 | Turner Motorsport                      | Michael Dinan Bill Auberlen Robby Foley               | BMW M4 GT3                              | M     | 386   | + 37 tours            |
| 20      | GTD     | 96 | Turner Motorsport                      | Michael Dinan Bill Auberlen Robby Foley               | BMW S58B30T0 3,0 L i6 M TwinPower Turbo | M     | 386   | + 37 tours            |
| 21      | GTD     | 16 | Wright Motorsports                     | Ryan Hardwick Jan Heylen Zacharie Robichon            | Porsche 911 GT3 R                       | M     | 386   | + 36 tours            |
| 21      | GTD     | 16 | Wright Motorsports                     | Ryan Hardwick Jan Heylen Zacharie Robichon            | Porsche MA1.76/MDG.G 4,0 L Flat-6 Atmo  | M     | 386   | + 36 tours            |
| 22      | GTD     | 1  | Paul Miller Racing                     | Erik Johansson Bryan Sellers Madison Snow             | BMW M4 GT3                              | M     | 386   | + 36 tours            |
| 22      | GTD     | 1  | Paul Miller Racing                     | Erik Johansson Bryan Sellers Madison Snow             | BMW S58B30T0 3,0 L i6 M TwinPower Turbo | M     | 386   | + 36 tours            |
| 23      | GTD Pro | 14 | Vasser-Sullivan Racing                 | Jack Hawksworth Kyle Kirkwood Ben Barnicoat           | Lexus RC F GT3                          | M     | 386   | + 36 tours            |
| 23      | GTD Pro | 14 | Vasser-Sullivan Racing                 | Jack Hawksworth Kyle Kirkwood Ben Barnicoat           | Toyota 2UR 5,0 L V8 Atmo                | M     | 386   | + 36 tours            |
| 24      | GTD Pro | 25 | BMW Team RLL                           | Connor De Phillippi John Edwards Jesse Krohn          | BMW M4 GT3                              | M     | 386   | + 36 tours            |
| 24      | GTD Pro | 25 | BMW Team RLL                           | Connor De Phillippi John Edwards Jesse Krohn          | BMW S58B30T0 3,0 L i6 M TwinPower Turbo | M     | 386   | + 36 tours            |
| 25      | GTD Pro | 9  | Pfaff Motorsports                      | Matt Campbell Mathieu Jaminet Felipe Nasr             | Porsche 911 GT3 R                       | M     | 386   | + 36 tours            |
| 25      | GTD Pro | 9  | Pfaff Motorsports                      | Matt Campbell Mathieu Jaminet Felipe Nasr             | Porsche MA1.76/MDG.G 4,0 L Flat-6 Atmo  | M     | 386   | + 36 tours            |
| 26      | GTD Pro | 23 | Heart of Racing Team                   | Ross Gunn Alex Riberas Tom Gamble                     | Aston Martin Vantage AMR GT3            | M     | 386   | + 36 tours            |
| 26      | GTD Pro | 23 | Heart of Racing Team                   | Ross Gunn Alex Riberas Tom Gamble                     | Aston Martin 4,0 L V8 Turbo             | M     | 386   | + 36 tours            |
| 27      | GTD Pro | 3  | Corvette Racing                        | Antonio García Jordan Taylor Nicky Catsburg           | Chevrolet Corvette C8.R GTD             | M     | 386   | + 36 tours            |
| 27      | GTD Pro | 3  | Corvette Racing                        | Antonio García Jordan Taylor Nicky Catsburg           | Chevrolet 5,5 L V8 Atmo                 | M     | 386   | + 36 tours            |
| 28      | GTD     | 32 | Gilbert / Korthoff Motorsports         | Mike Skeen (en) Stevan McAleer Dirk Müller            | Mercedes-AMG GT3 Evo                    | M     | 385   | + 38 tours            |
| 28      | GTD     | 32 | Gilbert / Korthoff Motorsports         | Mike Skeen (en) Stevan McAleer Dirk Müller            | Mercedes-Benz M159 6,2 L V8 Atmo        | M     | 385   | + 38 tours            |
| 29      | GTD     | 27 | Heart of Racing Team                   | Roman De Angelis (en) Maxime Martin Ian James         | Aston Martin Vantage AMR GT3            | M     | 385   | + 38 tours            |
| 29      | GTD     | 27 | Heart of Racing Team                   | Roman De Angelis (en) Maxime Martin Ian James         | Aston Martin 4,0 L V8 Turbo             | M     | 385   | + 38 tours            |
| 30      | GTD     | 21 | AF Corse                               | Luís Pérez Companc Simon Mann Toni Vilander           | Ferrari 488 GT3 Evo 2020                | M     | 385   | + 38 tours            |
| 30      | GTD     | 21 | AF Corse                               | Luís Pérez Companc Simon Mann Toni Vilander           | Ferrari F154CB 3,9 L V8 Turbo           | M     | 385   | + 38 tours            |
| 31      | GTD Pro | 79 | WeatherTech Racing                     | Maximilian Buhk Mikaël Grenier Maximilian Götz        | Mercedes-AMG GT3 Evo                    | M     | 385   | + 38 tours            |
| 31      | GTD Pro | 79 | WeatherTech Racing                     | Maximilian Buhk Mikaël Grenier Maximilian Götz        | Mercedes-Benz M159 6,2 L V8 Atmo        | M     | 385   | + 38 tours            |
| 32      | GTD Pro | 62 | Risi Competizione                      | Daniel Serra Davide Rigon James Calado                | Ferrari 488 GT3 Evo 2020                | M     | 386   | + 37 tours            |
| 32      | GTD Pro | 62 | Risi Competizione                      | Daniel Serra Davide Rigon James Calado                | Ferrari F154CB 3,9 L V8 Turbo           | M     | 386   | + 37 tours            |
| 33      | GTD     | 42 | NTe Sport/SSR                          | Don Yount Jaden Conwright (de) Marco Holzer           | Lamborghini Huracán GT3 Evo             | M     | 385   | + 38 tours            |
| 33      | GTD     | 42 | NTe Sport/SSR                          | Don Yount Jaden Conwright (de) Marco Holzer           | Lamborghini 5,2 L V10 Atmo              | M     | 385   | + 38 tours            |
| 34      | GTD     | 47 | Cetilar Racing                         | Roberto Lacorte Giorgio Sernagiotto Ulysse De Pauw    | Ferrari 488 GT3 Evo 2020                | M     | 384   | + 39 tours            |
| 34      | GTD     | 47 | Cetilar Racing                         | Roberto Lacorte Giorgio Sernagiotto Ulysse De Pauw    | Ferrari F154CB 3,9 L V8 Turbo           | M     | 384   | + 39 tours            |
| 35      | GTD     | 57 | Winward Racing                         | Marvin Dienst (en) Philip Ellis Russell Ward (en)     | Mercedes-AMG GT3 Evo                    | M     | 383   | + 40 tours            |
| 35      | GTD     | 57 | Winward Racing                         | Marvin Dienst (en) Philip Ellis Russell Ward (en)     | Mercedes-Benz M159 6,2 L V8 Atmo        | M     | 383   | + 40 tours            |
| 36      | LMP3    | 38 | Performance Tech Motorsports           | Dan Goldburg Cameron Shields (en) Tyler Maxson        | Ligier JS P320                          | M     | 355   | + 68 tours            |
| 36      | LMP3    | 38 | Performance Tech Motorsports           | Dan Goldburg Cameron Shields (en) Tyler Maxson        | Nissan VK56DE 5,6 L V8 Atmo             | M     | 355   | + 68 tours            |
| 37 Abd. | GTD     | 99 | Team Hardpoint                         | Rob Ferriol Katherine Legge Nick Boulle               | Porsche 911 GT3 R                       | M     | 264   | Accident              |
| 37 Abd. | GTD     | 99 | Team Hardpoint                         | Rob Ferriol Katherine Legge Nick Boulle               | Porsche MA1.76/MDG.G 4,0 L Flat-6 Atmo  | M     | 264   | Accident              |
| 38 Abd. | LMP2    | 18 | Era Motorsport                         | Ryan Dalziel Dwight Merriman Christian Rasmussen      | Oreca 07                                | M     | 249   | Suspension            |
| 38 Abd. | LMP2    | 18 | Era Motorsport                         | Ryan Dalziel Dwight Merriman Christian Rasmussen      | Gibson GK428 4,2 L V8 Atmo              | M     | 249   | Suspension            |
| 39 Abd. | DPi     | 5  | JDC Miller Motorsports                 | Loïc Duval Tristan Vautier Richard Westbrook          | Cadillac DPi-V.R                        | M     | 170   | Accident              |
| 39 Abd. | DPi     | 5  | JDC Miller Motorsports                 | Loïc Duval Tristan Vautier Richard Westbrook          | Cadillac 5,5 L V8 Atmo                  | M     | 170   | Accident              |
| 40 Abd. | GTD     | 12 | Vasser-Sullivan Racing                 | Frankie Montecalvo Aaron Telitz Richard Heistand (de) | Lexus RC F GT3                          | M     | 158   | Accident              |
| 40 Abd. | GTD     | 12 | Vasser-Sullivan Racing                 | Frankie Montecalvo Aaron Telitz Richard Heistand (de) | Toyota 2UR 5,0 L V8 Atmo                | M     | 158   | Accident              |
| 41 Abd. | LMP2    | 52 | PR1/Mathiasen Motorsports              | Scott Huffaker Mikkel Jensen Ben Keating              | Oreca 07                                | M     | 102   | Accident              |
| 41 Abd. | LMP2    | 52 | PR1/Mathiasen Motorsports              | Scott Huffaker Mikkel Jensen Ben Keating              | Gibson GK428 4,2 L V8 Atmo              | M     | 102   | Accident              |
| 42 Abd. | GTD     | 44 | Magnus Racing                          | Andy Lally John Potter Spencer Pumpelly               | Aston Martin Vantage AMR GT3            | M     | 62    | Accident              |
| 42 Abd. | GTD     | 44 | Magnus Racing                          | Andy Lally John Potter Spencer Pumpelly               | Aston Martin 4,0 L V8 Turbo             | M     | 62    | Accident              |
| 43 Abd. | GTD     | 39 | CarBahn avec Peregrine Racing          | Corey Lewis Robert Megennis Jeff Westphal             | Lamborghini Huracán GT3 Evo             | M     | 22    | Problèmes électriques |
| 43 Abd. | GTD     | 39 | CarBahn avec Peregrine Racing          | Corey Lewis Robert Megennis Jeff Westphal             | Lamborghini 5,2 L V10 Atmo              | M     | 22    | Problèmes électriques |

## Pole position et record du tour
- Pole position :  Tom Blomqvist (#60 Meyer Shank Racing) en 1 min 08 s 555
- Meilleur tour en course :  Earl Bamber (#02 Cadillac Racing) en 1 min 09 s 664

## Tours en tête
- no 60 Acura ARX-05 - Meyer Shank Racing : 42 tours (1-5 / 240-241 / 272-275 / 365 / 394-423)[4]
- no 02 Cadillac DPi-V.R - Cadillac Racing : 101 tours (6-63 / 233 / 263-265 / 276-296 / 366-383)
- no 01 Cadillac DPi-V.R - Cadillac Racing : 70 tours (64-104 / 109-136 / 384)
- no 10 Acura ARX-05 - Konica Minolta Acura : 125 tours (105-108 / 168-208 / 234-239 / 266-271 / 306-364 / 385-393)
- no 5 Cadillac DPi-V.R - JDC Miller Motorsports : 31 tours (137-167)
- no 31 Cadillac DPi-V.R - Whelen Engineering Racing : 54 tours (209-232 / 242-262 / 297-305)

## À noter
- Longueur du circuit : 2,54 miles
- Distance parcourue par les vainqueurs : 1 074,42 miles